# Scharbow
Scharbow ist ein Ortsteil der Stadt Hagenow im Landkreis Ludwigslust-Parchim im Westen Mecklenburg-Vorpommerns.

## Geografie und Verkehrsanbindung
Scharbow liegt nördlich der Kernstadt Hagenow. Die B 321 verläuft östlich, die A 24 nördlich, südöstlich erstreckt sich das Landschaftsschutzgebiet Bekow.

## Sehenswürdigkeiten

### Baudenkmale
In der Liste der Baudenkmale in Hagenow sind für Scharbow drei Baudenkmale aufgeführt:
- eine Schmiede
- zwei Wohnhäuser (Dorfstraße 30/32 und 62)